# Budoár

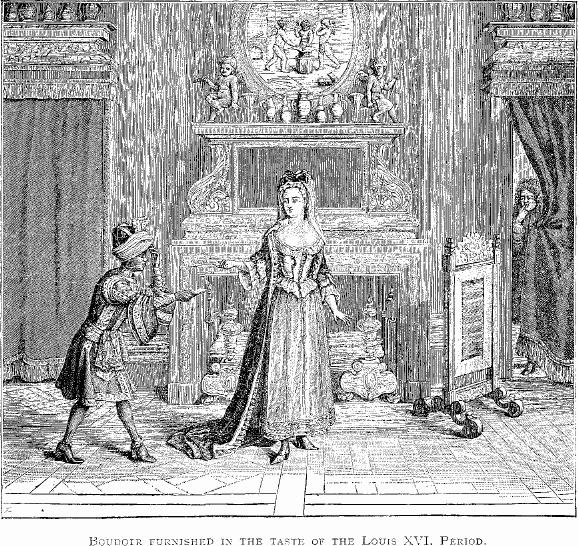
Budoár z doby Ludvíka XVI.

Budoár je v původním smyslu privátní místnost (komnata) pro dámu, většinou obsahující její šatník, popřípadě postel nebo sedací nábytek. Slovo je převzato z francouzského boudoir téhož významu, kde je odvozeno od bouder (trucovat), čili v doslovném překladu vlastně trucovna. Slovo budoár má kromě toho další odvozené významy.

## Místnost
Budoár býval součástí apartmá dámy soukromého charakteru (tedy nesdílených ostatní společností), typicky doplňující koupelnu a ložnici. Tato místnost byla určena pro převlékání a obsahovala pro to potřebný nábytek. Později (ve viktoriánské éře a začátku 20. století) se význam změnil na místnost pro typicky ženské aktivity, například vyšívání, a trávení času. V Anglii byl ve stejném období pod tímto slovem míněn dámský „odpolední“ pokoj (na rozdíl od jejího „dopoledního“ pokoje a pokoje pro převlékání), ve Spojených státech znamenal místnost pro převlékání a v karibské oblasti zase místnost, ve které se paní domu věnuje hostům. Ve všech případech se ale vyskytoval ve drahých domech či vilách, velkých sídlech nebo palácích.

## Nábytek
Ke konci 20. století se u tohoto slova vytvořil nový význam, který označuje určitou výzdobu interiéru, zejména pak nábytku. Jako budoár jsou pojmenovávány jak šatníky z renesančního období tak těžký nábytek a těžké hluboké postele vesnického rázu z 19. století. Toto slovo může mít pro mnohé punc určité exkluzivity a bylo nezřídka využíváno v minulosti (např. v USA ve 20. století ve vyšší střední třídě) i současnosti (např. v nabídkách hotelů či nemovitostí) kvůli svému zdánlivě lepšímu zvuku.

## Fotografie

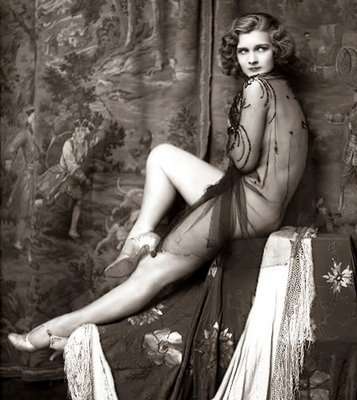
Alfred Cheney Johnston: Drucilla Strain, 1920, Sbírka Gruber Collection

V neposlední řadě může budoár být i fotografický styl, v tomto případě s budoárem (ve smyslu nábytku nebo místnosti) v záběru snímku. Charakteristikou tohoto stylu, který může být na pomezí stylů glamour či fashion, je snaha vystihnout intimitu a bezprostřednost u modelky (muži a páry jsou méně časté) v jejím soukromí, modelka je často na snímku zastižena při převlékání nebo ve spodním prádle, většinou bez explicitní nahoty.
Fotografie v tomto stylu zahrnují například jména těchto portrétovaných známých osobností: Kathleen Meyers, Clara Bow, Mae West či Jean Harlow.

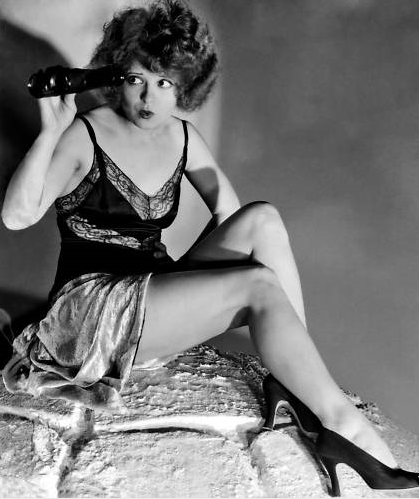
Clara Bow
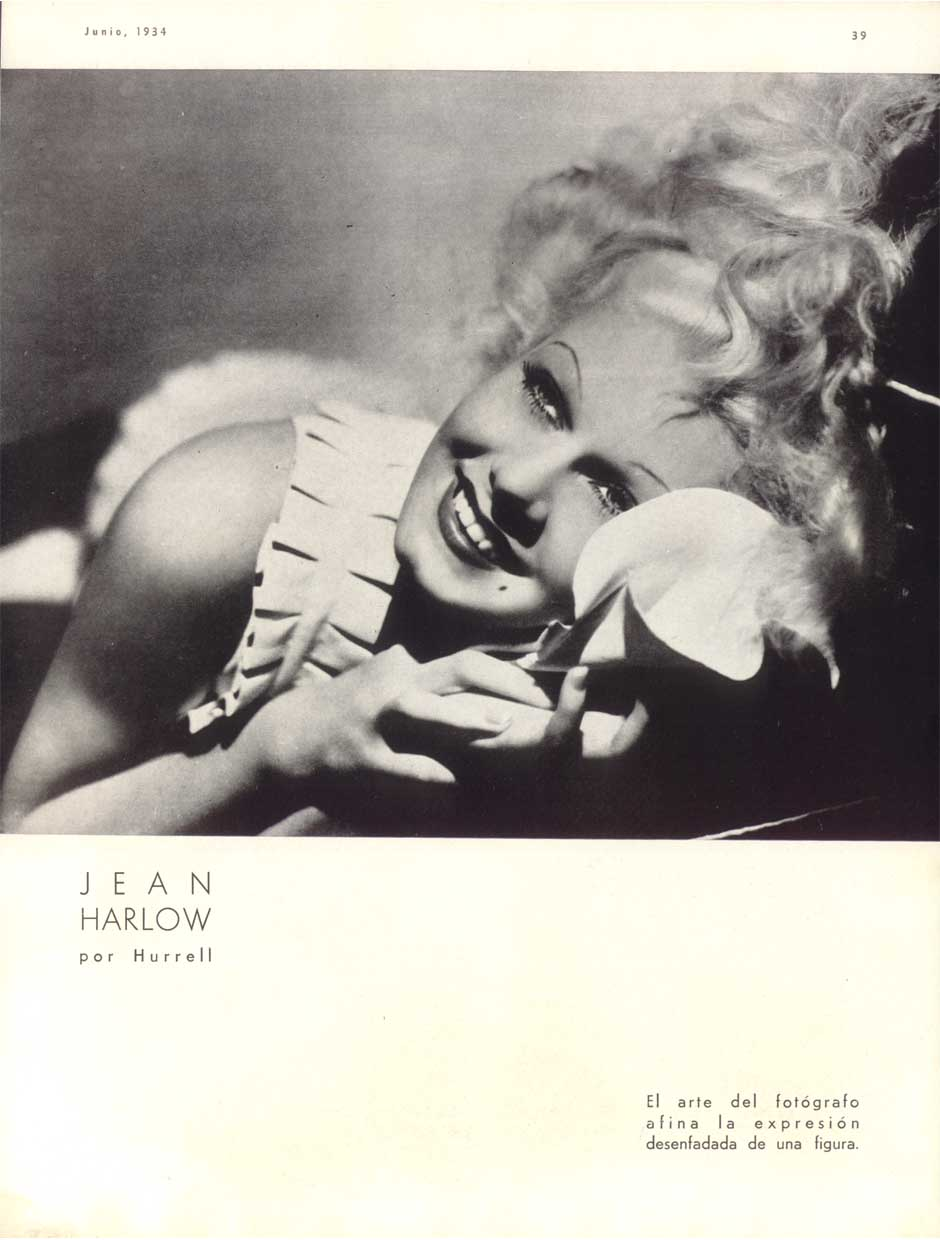
Jean Harlow
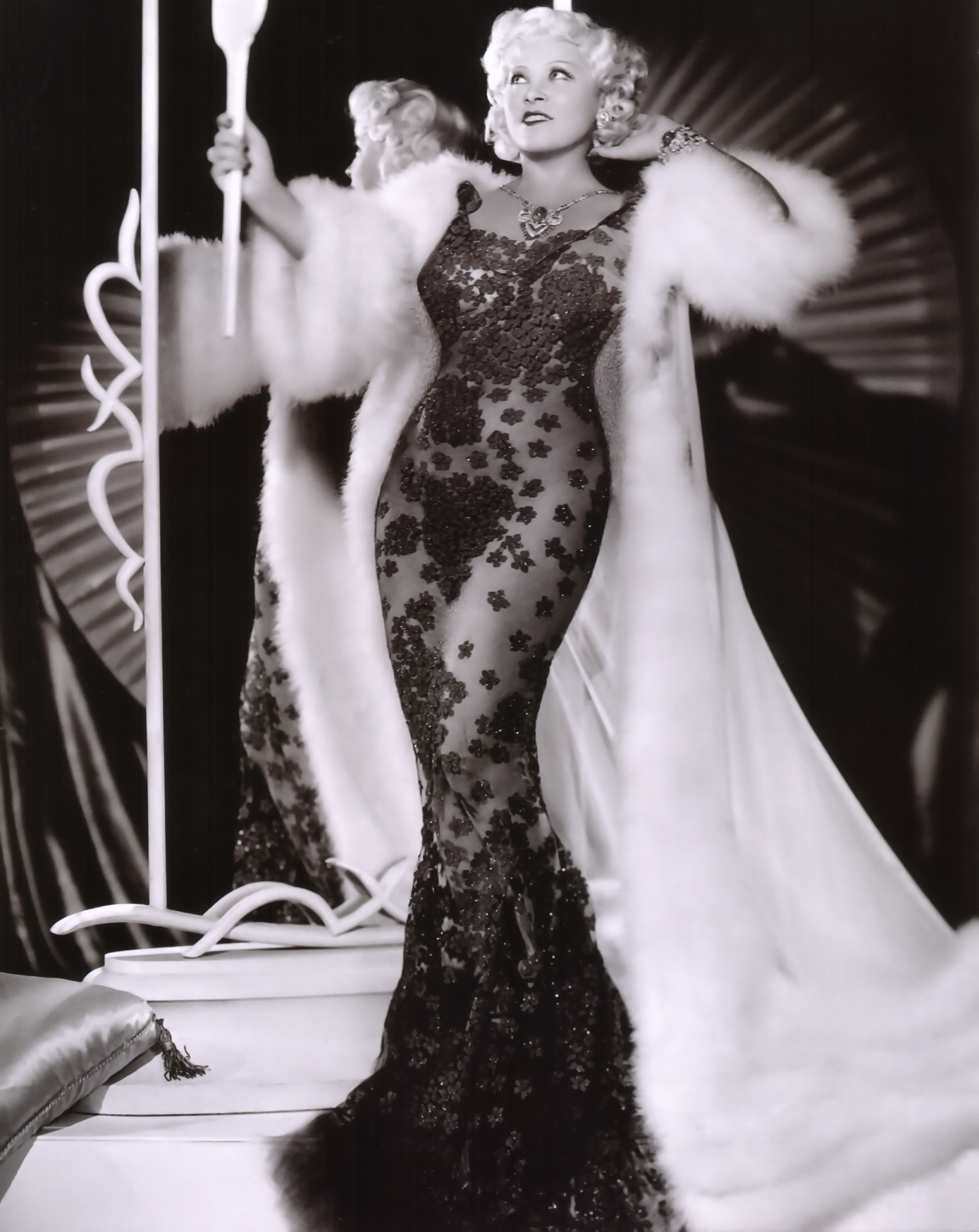
Mae West
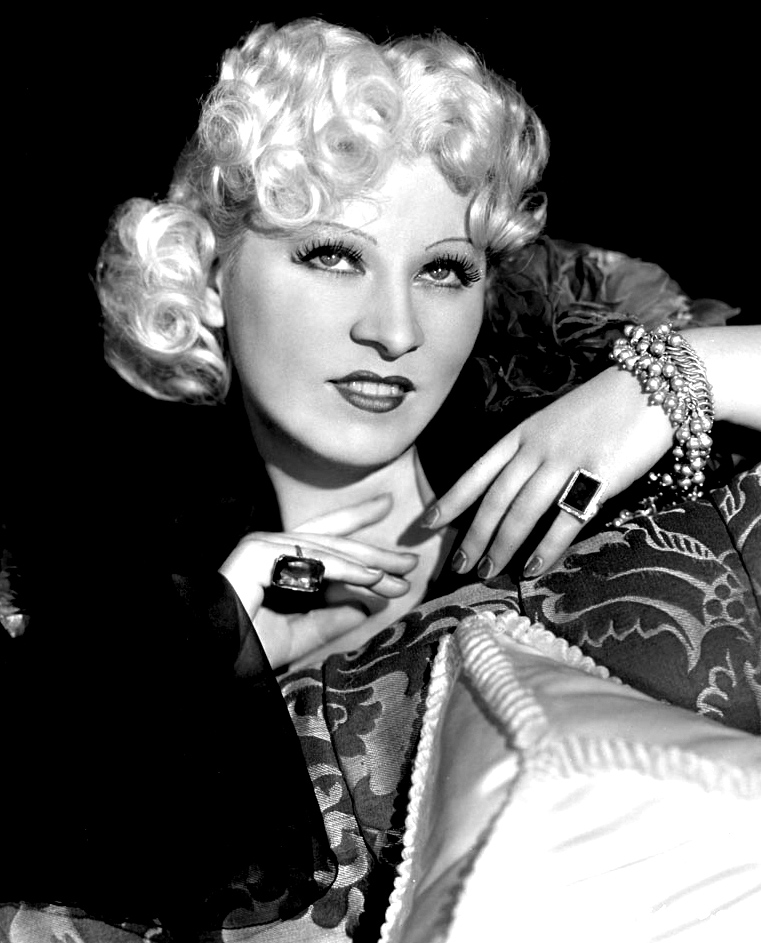
Mae West